# ヌトンビ (スワジランド王妃)
ヌトンビ（Ntfombi Tfwala, 1949年12月27日 - ）は、スワジランドの第7代国王・ソブーザ2世の王妃の一人。エスワティニ第8代国王・ムスワティ3世の生母。1986年から王母として、ムスワティ3世と共に共同元首を務めている。

## 生涯
若くしてソブーザ2世と婚姻し、ムスワティ3世を儲けた。1982年、ソブーザ2世は死の直前にヌトンビとゼリーウェを共同摂政に任命させた。
直ちに国王を選定する王室諮問評議会が開かれ、マコセティブ王子が国王に選出され、同時にゼリーウェ王妃が摂政に選ばれた。しかし、ゼリーウェ王妃は当時の首相マバンドラ・ドラミニと対立し、1983年に解任された。その後、ヌトンビが3年間、摂政を務める。しかし、実権を握っていたのはヌトンビではなく、ソジサ・ドラミニ王子だった。
1986年に息子が即位すると、王母（ンドロブカティ）の称号が与えられると同時に共同元首であることが宣言された。